# A sárkányherceg epizódjainak listája
Ez a lista A sárkányherceg című animációs sorozat epizódjait tartalmazza.

## Évados áttekintés
| Évad | Évad | Epizódok | Eredeti sugárzás     | Eredeti sugárzás     | Magyar sugárzás      | Magyar sugárzás      |
| Évad | Évad | Epizódok | Évadpremier          | Évadfinálé           | Évadpremier          | Évadfinálé           |
| ---- | ---- | -------- | -------------------- | -------------------- | -------------------- | -------------------- |
|      | 1    | 9        | 2018. szeptember 14. | 2018. szeptember 14. | 2019. szeptember 19. | 2019. szeptember 19. |
|      | 2    | 9        | 2019. február 15.    | 2019. február 15.    | 2019. szeptember 19. | 2019. szeptember 19. |
|      | 3    | 9        | 2019. november 22.   | 2019. november 22.   | 2019. november 22.   | 2019. november 22.   |
|      | 4    | 9        | 2022. november 3.    | 2022. november 3.    | 2022. november 3.    | 2022. november 3.    |
|      | 5    | 9        | 2023. július 27.     | 2023. július 27.     | 2023. július 27.     | 2023. július 27.     |
|      | 6    | 9        | 2024. július 6.      | 2024. július 6.      |                      |                      |
|      | 7    | 9        | 2024. december 19.   | 2024. december 19.   |                      |                      |

## Epizódok

### 1. könyv: Hold (Moon) (2018)
| #  | #  | Eredeti cím             | Magyar cím                | Rendezte           | Írta                         | Eredeti premier      | Magyar premier       |
| -- | -- | ----------------------- | ------------------------- | ------------------ | ---------------------------- | -------------------- | -------------------- |
| 1. | 1. | Echoes of Thunder       | A mennydörgés visszhangja | Giancarlo Volpe    | Aaron Ehasz, Justin Richmond | 2018. szeptember 14. | 2019. szeptember 19. |
| 2. | 2. | What Is Done            | Ami megtörtént            | Giancarlo Volpe    | Aaron Ehasz, Justin Richmond | 2018. szeptember 14. | 2019. szeptember 19. |
| 3. | 3. | Moonrise                | Holdkelte                 | Giancarlo Volpe    | Devon Giehl, Iain Hendry     | 2018. szeptember 14. | 2019. szeptember 19. |
| 4. | 4. | Bloodthirsty            | Vérszomjas                | Villads Spangsberg | Devon Giehl, Iain Hendry     | 2018. szeptember 14. | 2019. szeptember 19. |
| 5. | 5. | An Empty Throne         | Üres trón                 | Villads Spangsberg | Aaron Ehasz, Justin Richmond | 2018. szeptember 14. | 2019. szeptember 19. |
| 6. | 6. | Through the Ice         | Megtörik a jég            | Villads Spangsberg | Aaron Ehasz, Justin Richmond | 2018. szeptember 14. | 2019. szeptember 19. |
| 7. | 7. | The Dagger and the Wolf | A tőr és a farkas         | Villads Spangsberg | Devon Giehl, Iain Hendry     | 2018. szeptember 14. | 2019. szeptember 19. |
| 8. | 8. | Cursed Caldera          | Elátkozott Kaldera        | Villads Spangsberg | Aaron Ehasz, Justin Richmond | 2018. szeptember 14. | 2019. szeptember 19. |
| 9. | 9. | Wonderstorm             | Varázsvihar               | Villads Spangsberg | Aaron Ehasz, Justin Richmond | 2018. szeptember 14. | 2019. szeptember 19. |

### 2. könyv: Ég (Sky) (2019)
| #   | #  | Eredeti cím            | Magyar cím           | Rendezte           | Írta                         | Eredeti premier   | Magyar premier       |
| --- | -- | ---------------------- | -------------------- | ------------------ | ---------------------------- | ----------------- | -------------------- |
| 10. | 1. | A Secret and a Spark   | A titok és a szikra  | Villads Spangsberg | Aaron Ehasz, Justin Richmond | 2019. február 15. | 2019. szeptember 19. |
| 11. | 2. | Half Moon Lies         | A félhold hazugságai | Villads Spangsberg | Aaron Ehasz, Justin Richmond | 2019. február 15. | 2019. szeptember 19. |
| 12. | 3. | Smoke and Mirrors      | Füst és tükrök       | Villads Spangsberg | Devon Giehl, Iain Hendry     | 2019. február 15. | 2019. szeptember 19. |
| 13. | 4. | Voyage of the Ruthless | A könyörtelen útja   | Villads Spangsberg | Neil Mukhopadhyay            | 2019. február 15. | 2019. szeptember 19. |
| 14. | 5. | Breaking the Seal      | A pecsét feltörése   | Villads Spangsberg | Aaron Ehasz, Justin Richmond | 2019. február 15. | 2019. szeptember 19. |
| 15. | 6. | Heart of a Titan       | A titán szíve        | Villads Spangsberg | Aaron Ehasz, Justin Richmond | 2019. február 15. | 2019. szeptember 19. |
| 16. | 7. | Fire and Fury          | Tűz és düh           | Villads Spangsberg | Devon Giehl, Iain Hendry     | 2019. február 15. | 2019. szeptember 19. |
| 17. | 8. | The Book of Destiny    | A sors könyve        | Villads Spangsberg | Aaron Ehasz, Justin Richmond | 2019. február 15. | 2019. szeptember 19. |
| 18. | 9. | Breathe                | Lélegezz             | Villads Spangsberg | Aaron Ehasz, Justin Richmond | 2019. február 15. | 2019. szeptember 19. |

### 3. könyv: Nap (Sun) (2019)
| #   | #  | Eredeti cím            | Magyar cím          | Rendezte           | Írta                         | Eredeti premier    | Magyar premier     |
| --- | -- | ---------------------- | ------------------- | ------------------ | ---------------------------- | ------------------ | ------------------ |
| 19. | 1. | Sol Regem              | Sol Regem           | Villads Spangsberg | Aaron Ehasz, Justin Richmond | 2019. november 22. | 2019. november 22. |
| 20. | 2. | The Crown              | A korona            | Villads Spangsberg | Neil Mukhopadhyay            | 2019. november 22. | 2019. november 22. |
| 21. | 3. | Ghost                  | Szellem             | Villads Spangsberg | Devon Giehl, Iain Hendry     | 2019. november 22. | 2019. november 22. |
| 22. | 4. | The Midnight Desert    | Éjfél-sivatag       | Villads Spangsberg | Aaron Ehasz, Justin Richmond | 2019. november 22. | 2019. november 22. |
| 23. | 5. | Heroes and Masterminds | Hősök és lángelmék  | Villads Spangsberg | Aaron Ehasz, Justin Richmond | 2019. november 22. | 2019. november 22. |
| 24. | 6. | Thunderfall            | Mennydörgő bukása   | Villads Spangsberg | Aaron Ehasz, Justin Richmond | 2019. november 22. | 2019. november 22. |
| 25. | 7. | Hearts of Cinder       | Szénné égett szívek | Villads Spangsberg | Neil Mukhopadhyay            | 2019. november 22. | 2019. november 22. |
| 26. | 8. | Dragonguard            | Sárkányőrség        | Villads Spangsberg | Devon Giehl, Iain Hendry     | 2019. november 22. | 2019. november 22. |
| 27. | 9. | The Final Battle       | A végső csata       | Villads Spangsberg | Aaron Ehasz, Justin Richmond | 2019. november 22. | 2019. november 22. |

### 4. könyv: Föld (Earth) (2022)
| #   | #  | Eredeti cím               | Magyar cím             | Rendezte        | Írta                         | Eredeti premier   | Magyar premier    |
| --- | -- | ------------------------- | ---------------------- | --------------- | ---------------------------- | ----------------- | ----------------- |
| 28. | 1. | Rebirthday                | Újjászületésnap        | George Samilski | Aaron Ehasz, Justin Richmond | 2022. november 3. | 2022. november 3. |
| 29. | 2. | Fallen Stars              | Bukott csillagok       | George Samilski | Aaron Ehasz, Justin Richmond | 2022. november 3. | 2022. november 3. |
| 30. | 3. | Breathtaking              | Lélegzetelállító       | George Samilski | Aaron Ehasz, Justin Richmond | 2022. november 3. | 2022. november 3. |
| 31. | 4. | Through the Looking Glass | A tükör túloldalán     | George Samilski | Aaron Ehasz, Justin Richmond | 2022. november 3. | 2022. november 3. |
| 32. | 5. | The Great Gates           | A hatalmas kapu        | George Samilski | Neil Mukhopadhyay            | 2022. november 3. | 2022. november 3. |
| 33. | 6. | The Drakewood             | A sárkányerdő          | George Samilski | Devon Giehl, Iain Hendry     | 2022. november 3. | 2022. november 3. |
| 34. | 7. | Beneath the Surface       | A felszín alatt        | George Samilski | Aaron Ehasz, Justin Richmond | 2022. november 3. | 2022. november 3. |
| 35. | 8. | Rex Igneous               | Rex Igneous            | George Samilski | Devon Giehl, Iain Hendry     | 2022. november 3. | 2022. november 3. |
| 36. | 9. | Escape from Umber Tor     | Menekülés Umbrabércből | George Samilski | Aaron Ehasz, Justin Richmond | 2022. november 3. | 2022. november 3. |

### 5. könyv: Óceán (Ocean) (2023)
| #   | #  | Eredeti cím                | Magyar cím               | Rendezte        | Írta                         | Eredeti premier  | Magyar premier   |
| --- | -- | -------------------------- | ------------------------ | --------------- | ---------------------------- | ---------------- | ---------------- |
| 37. | 1. | Domina Profundis           | Domina Profundis         | George Samilski | Aaron Ehasz, Justin Richmond | 2023. július 22. | 2023. július 22. |
| 38. | 2. | Old Wounds                 | Rági sebek               | George Samilski | Neil Mukhopadhyay            | 2023. július 22. | 2023. július 22. |
| 39. | 3. | Nightmares and Revelations | Rémálmok és felfedezések | George Samilski | Devon Giehl, Iain Hendry     | 2023. július 22. | 2023. július 22. |
| 40. | 4. | The Great Bookery          | A nagy könyvtár          | George Samilski | Aaron Ehasz, Justin Richmond | 2023. július 22. | 2023. július 22. |
| 41. | 5. | Archmage Akiyu             | Akiyu főmágus            | George Samilski | Aaron Ehasz, Justin Richmond | 2023. július 22. | 2023. július 22. |
| 42. | 6. | Bait and Switch            | Beetetés                 | George Samilski | Devon Giehl, Iain Hendry     | 2023. július 22. | 2023. július 22. |
| 43. | 7. | Sea Legs                   | Tengerszülött            | George Samilski | Neil Mukhopadhyay            | 2023. július 22. | 2023. július 22. |
| 44. | 8. | Finnegrin's Wake           | Finnegrin ébredése       | George Samilski | Devon Giehl, Iain Hendry     | 2023. július 22. | 2023. július 22. |
| 45. | 9. | Infantis Sanguine          | Gyermeki vér             | George Samilski | Aaron Ehasz, Justin Richmond | 2023. július 22. | 2023. július 22. |